# Лопян
Лопян (болг. Лопян) — село в Болгарии. Находится в Софийской области, входит в общину Етрополе. Население составляет 322 человека (2022).

## Политическая ситуация
В местном кметстве Лопян, в состав которого входит Лопян, должность кмета (старосты) исполняет Лако Иванов Крыстев (Граждане за европейское развитие Болгарии (ГЕРБ)) по результатам выборов правления кметства.
Кмет (мэр) общины Етрополе — Богомил Борисов Георгиев (Граждане за европейское развитие Болгарии (ГЕРБ)) по результатам выборов в правление общины.